# Снежната кралица и принцесата
„Снежната кралица и принцесата“ (на руски: Снежная Королева: Разморозка) е руска компютърна анимация от 2022 г. на режисьорите Алексей Цицилин и Андрей Коренков, които са съсценаристи със Владимир Николаев и Алексей Замыслов. Той е петият филм на руската анимационна поредица „Снежната кралица“, и е продължение на „Снежната кралица 4: Огледалното кралство“ (2019).
Премиерата на филма се състои в Русия на 16 февруари 2023 г.

## В България
В България филмът е пуснат по кината на 6 януари 2023 г. от „Про Филмс“.